# إيفان ميرز
إيفان ميرز (بالكرواتية: Ivan Merz) هو فيلسوف وبروفيسور كرواتي، ولد في 16 ديسمبر 1896 في بانيا لوكا في البوسنة والهرسك، وتوفي في 10 مايو 1928 في زغرب في كرواتيا بسبب مرض معد.